# Бурозубка-крошка
Бурозубка-крошка (лат. Sorex hoyi) — вид из рода бурозубки семейства землеройковые, самое маленькое млекопитающее Северной Америки. Видовое латинское название дано в честь американского врача и натуралиста Филипа Хоя (Philip Romayne Hoy, 1816—1892).
Вид распространён в Канаде и США. Бурозубка-крошка живёт в северных хвойных и лиственных лесах и открытых местах обитания.
Длина тела около 5 см, включая хвост длиной 2 см, вес от 2 до 2,5 г. Окраска меха серо-коричневого или красно-коричневого цвета с более светлым низом. В зимний период мех седеет.
Активна днём и ночью в течение всего года. Питается насекомыми, червями и другими мелкими беспозвоночными. Естественные враги: ястребы, совы, змеи и домашние кошки.
Размножается в начале лета. Беременность длится 18 дней. Самка рождает один раз в год от 3 до 8 детёнышей в норе под бревном или пнём.